# 黨的女兒
《党的女儿》是一部1958年的中華人民共和国电影，該電影由林农執導，长春电影制片厂制作。该片讲述的是第二次国内革命战争时期中國共产党女黨員玉梅为掩护游击队员而被國民政府處決的故事。
这部电影後來被改編為同名歌劇（1958年，作者阎肃）、话剧（1959年）和电视剧（2011年）。

## 演员表
- 田华 饰 李玉梅、成年小妞[6]
- 陈戈 饰 王杰
- 李林 饰 马家辉
- 夏佩杰 饰 二姐
- 李萌 饰 秀英
- 杜凤霞 饰 惠珍
- 孟宪英 饰 桂英
- 周文彬 饰 匪军官
- 张凤翔 饰 魏政委
- 王春英 饰 小程
- 任颐 饰 支部书记
- 高平 饰 秀英爷爷
- 沈竞华 饰 小妞
- 李英举 饰 土生